# Sawodskoje (Kaliningrad)
Sawodskoje (russisch Заводское, deutsch Swirgallen/Schwirgallen, 1938–1945 Eichhagen) ist ein Ort in der russischen Oblast Kaliningrad. Er gehört zur kommunalen Selbstverwaltungseinheit Stadtkreis Nesterow im Rajon Nesterow.

## Geographische Lage
Sawodskoje liegt im Norden des Rajon Nesterow, elf Kilometer nordwestlich der Rajonstadt Nesterow (Stallupönen/Ebenrode). Durch den Ort verläuft eine Nebenstraße, die Wesnowo (Kussen) an der Regionalstraße 27A-025 (ex R508) und Sadowoje (Jentkutkampen/Burgkampen) mit der Regionalstraße 27A-059 (ex R510) bei (dem heute nicht mehr vorhandenen Dorf) Jucknischken (1938–1945 Föhrenhorst, russisch: Bolschoje Mostowoje) verbindet.
Vor 1945 war das damalige Swirgallen/Schwirgallen bzw. Eichhagen Bahnstation an der Strecke Tilsit–Stallupönen (Ebenrode).

## Geschichte
In den Jahren von 1874 bis 1945 war das Dorf Swirgallen (Schwirgallen) in den Amtsbezirk Jucknischken (1938–1946 Föhrenhorst, russisch: Bolschoje Mostowoje) eingegliedert. Er gehörte zum Landkreis Stallupönen (1938–1945 Ebenrode) im Regierungsbezirk Gumbinnen der preußischen Provinz Ostpreußen. Im Zuge einer politisch-ideologisch gewollten „Germanisierung“ der Ortsnamen erhielt das Dorf am 3. Juni 1938 – mit amtlicher Bestätigung vom 16. Juli 1938 – den neuen Namen „Eichhagen“.
Infolge des Zweiten Weltkrieges kam das Dorf zur Sowjetunion. Im Jahr 1947 erhielt der Ort den russischen Namen Schaturskoje und wurde gleichzeitig dem Dorfsowjet Dobrowolski selski Sowet im Rajon Krasnosnamensk zugeordnet. Später erhielt der Ort jedoch den Namen Sawodskoje und gehörte zum  Sawetinski selski Sowet im Rajon Nesterow. Von 2008 bis 2018 gehörte Sawodskoje zur Landgemeinde Iljuschinskoje selskoje posselenije und seither zum Stadtkreis Nesterow.

### Einwohnerentwicklung
| Jahr | Einwohner |
| ---- | --------- |
| 1910 | 401       |
| 1933 | 355       |
| 1939 | 339       |
| 2002 | 57        |
| 2010 | 38        |

## Kirche
Kirchlich war das überwiegend von evangelischer Bevölkerung bewohnte Dorf Schwirgallen/Eichhagen vor 1945 dem Kirchspiel Kattenau (russisch: Sawety) zugeordnet. Es gehörte zum Kirchenkreis Stallupönen (1938–1946 Ebenrode) in der Kirchenprovinz Ostpreußen der Kirche der Altpreußischen Union. Letzter deutscher Geistlicher war Pfarrer Klaus Wegner.
Während der Zeit der Sowjetunion war alles kirchliche Leben untersagt. Erst in den 1990er Jahren entstand im benachbarten Babuschkino (Groß Degesen) wieder eine evangelische Gemeinde, die sich der neuerrichteten Propstei Kaliningrad in der Evangelisch-Lutherischen Kirche Europäisches Russland (ELKER) anschloss. Das zuständige Pfarramt ist das der Salzburger Kirche in Gussew (Gumbinnen).